# Bulbophyllum luanii
Bulbophyllum luanii är en orkidéart som beskrevs av Pierre Tixier. Bulbophyllum luanii ingår i släktet Bulbophyllum och familjen orkidéer. Inga underarter finns listade i Catalogue of Life.